# Annopol
Annopol je město ve východním Polsku v okrese Kraśnik v Lublinském vojvodství, sídlo stejnojmenné městsko-vesnické gminy. Západně od města protéká řeka Visla. V roce 2021 zde žilo 2 383 obyvatel.

## Historie
Město se vyvinulo z vesnice Rachów, kterou v 16. a 17. století vlastnily šlechtické rodiny Rachowski, Czyżowski, Morsztyn a od poloviny 18. století rodina Tymińskich. V následujících stoletích byl na Visle založen říční přístav. Majitelé této skutečnosti využili a z vesnice se postupem času stalo město. 
V roce 1761 obdržela obec městská práva od polského krále Augusta III. Vlastník obce Rachów, Antoni Jabłonowski, pojmenoval město po své zesnulé manželce Anně. Tak vzniklo označení Anno (pro Annu) a pol z řeckého polis jako město. Tím se i do znaku dostala svatá Anna. Při třetím dělení Polska v roce 1795 připadlo město Rakousku, od roku 1815 bylo součástí Kongresovky. V roce 1869 obec ztratila svá městská práva. V roce 1914 jednotky polských legií a krakovské jednotky 12. pěší divize rakouské armády překročily u Annopolu Vislu a 23. srpna 1914 se u města utkaly s Rusy. Obsáhlý popis bitev u Annopolu spolu s mapou byly obsaženy ve vzpomínkách generála Tadeusze Rozwadowského, který velel rakouskému dělostřelectvu.
V roce 1939 se zde začalo s těžbou fosforitu a v roce 1970 byl otevřen druhý důl. Od 1. ledna 1996 má Annopol opět statut města.

### Historie Židů v Annopolu
V 17. a 18. století se ve městě začali postupně usazovat Židé, i když nejstarší doklady potvrzující jejich přítomnost ve městě pocházejí až z 18. století. V roce 1764 zde žilo 136 Židů a v roce 1787 106, což tvořilo 44 % z celkového počtu obyvatel města. Postupem času židovská populace přibývala - v roce 1897 žilo v Annopolu 575 Židů a v roce 1921 - 1 251, což tvořilo 72,9 % z celkového počtu obyvatel. Annopolští Židé se zabývali především obchodem s obilím a dobytkem, propinací lihu, pronajímáním hostinců, solných skladů a sadů, dále řemesly a lichvou.
Po vypuknutí druhé světové války přišlo do Annopolu mnoho židovských uprchlíků z jiných částí Polska, včetně těch z Kalisze a Lodže. V květnu 1942 bylo v Annopolu asi 2000 Židů. Němci následně zřídili dva pracovní tábory pro Židy v Rachově a Janiszówě a na jaře 1940 zřídili též ghetto. 15. října 1943 začali okupanti ghetto likvidovat. Po počáteční selekci byli zdraví a silní lidé posláni do pracovních táborů v Janiszówě a Gościradowě. Staří a nemohoucí lidé byli na místě zavražděni. Zbytek židovského obyvatelstva byl poslán do ghetta v Kraśniku a poté do tábora v Bełżci , kde byli zavražděni.
Židé v Annopolu měli dvě synagogy - starou a novou a dva hřbitovy - starý a nový.

## Doprava

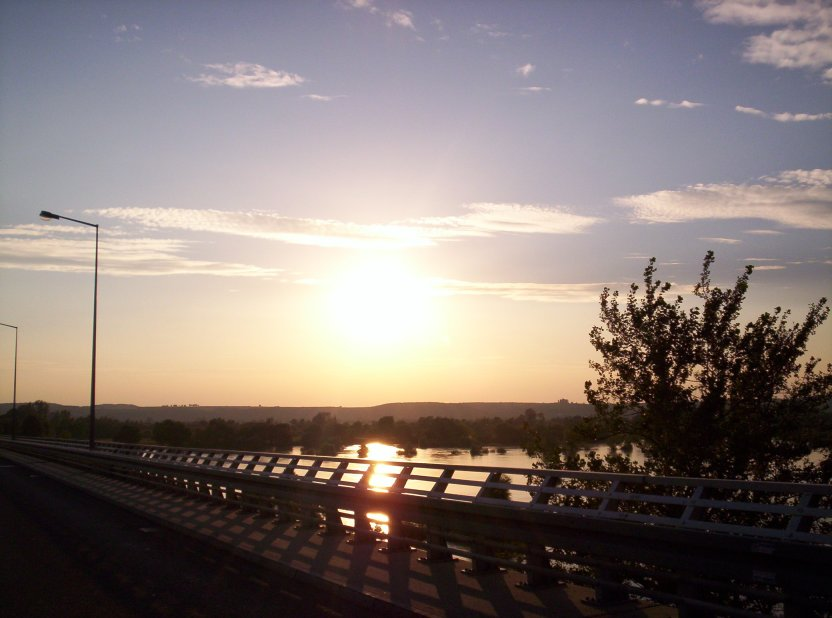
Most přes Vislu

Město leží na hlavním silničním tahu I/74 spojující města Krasnik a Kielce. S tímto tahem se v Annopolu kříží silnice II/824 (na město Josefow nad Wisla) a II/854 (na sousední město Stalowa Wola). Mimo tyto silnice se v okolí města nachází několik desítek silnic menších tříd propojující sousední lokality. 
Do města není zavedena železnice, v provozu je zde autobusové nádraží. Autobusy je možné dostat se do Krasniku, Krakowa, či Lublinu. Přes Annopol jsou vedeny také dvě turistické značené stezky dálkového významu (značeny modře a červeně). 

## Samospráva
Vedle města Annopol existuje v rámci gminy rovněž starostenství v těchto vsích:
Borów, Dąbrowa, Grabówka, Janiszów, Kosin, Miłoszówka, Natalin, Nowy Rachów, Opoka Duża, Popów, Rachów, Stary Rachów, Sucha Wólka, Świeciechów Duży, Świeciechów Poduchowny, Wymysłów a Zabełcze.

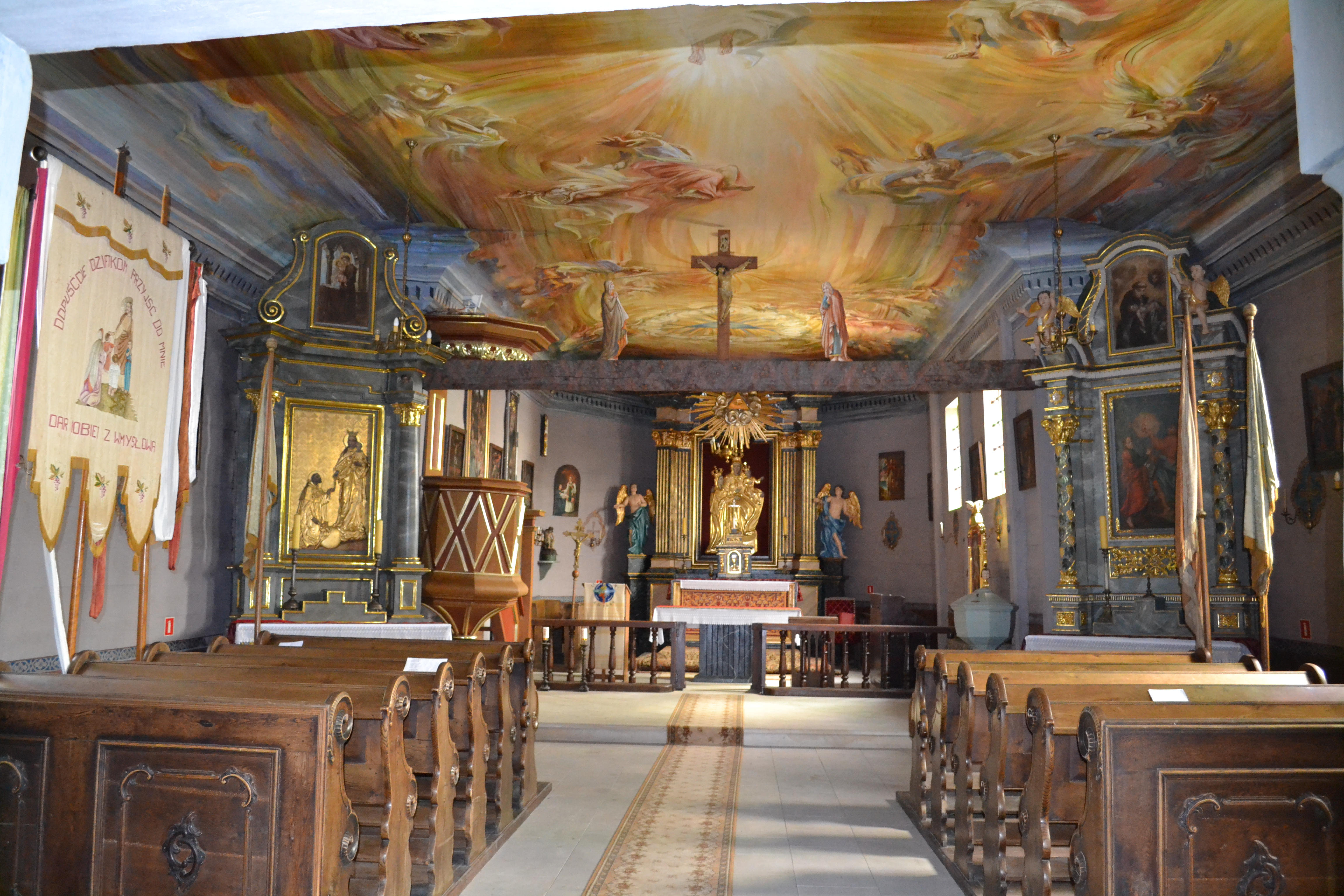
Interiér dřevěného kostel sv. Jáchyma a Anny

## Pamětihodnosti
- Dřevěný farní kostel sv. Jáchyma a Anny z roku 1740
- Kostel z let 1936–1938
- Židovský hřbitov
- Krajinářský park z přelomu 19. a 20. století
- Kaple v Radomské ulici
- Lihovar – postaven 1909, kolem roku 1920 přistaven mlýn
- Zděný kostel podle návrhu Stanisława Fertnera – 1936–1938